# Olympiade d'échecs de 1970

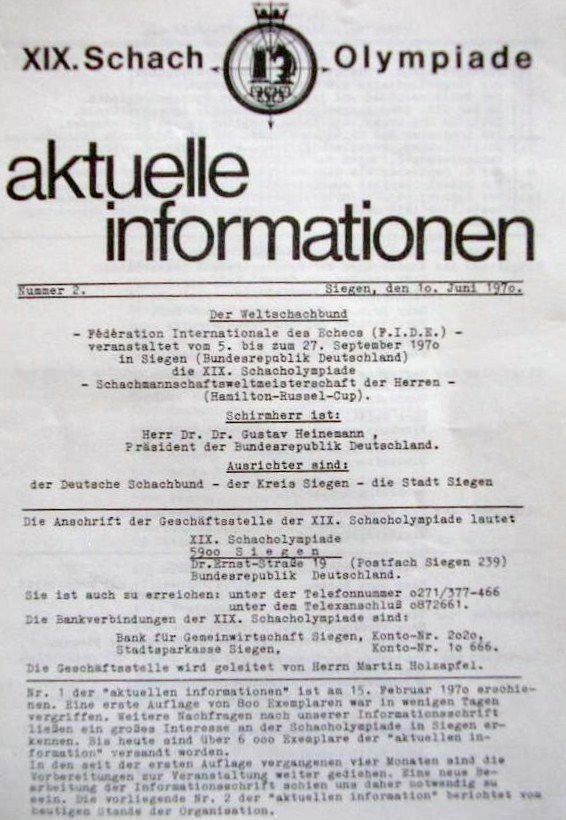
Document à l'Olympiade d'échecs 1970 à Siegen

L'Olympiade d'échecs de 1970 est une compétition mondiale par équipes et par pays organisée par la FIDE. Les pays s'affrontent sur 4 échiquiers. Chaque équipe peut présenter 6 joueurs (4 titulaires et 2 suppléants).
Cette 19e Olympiade s'est déroulée du 5 au 27 septembre 1970 à Siegen en RFA.
Les points ne sont pas attribués au regard des résultats des matches inter-nations, mais en fonction des résultats individuels sur chaque échiquier (un point par partie gagnée, un demi-point pour une nulle, zéro point pour une défaite).

## Tournoi masculin

### Contexte
Cette olympiade réunit 60 nations. Les organisateurs ont décidé de limiter le nombre de participants, et de ne pas accepter les inscriptions tardives; ainsi la France, mais aussi l'Équateur et le Venezuela durent repartir sans défendre leur chance.
La compétition se déroule sur deux tours. Les équipes sont réparties en 6 groupes éliminatoires, les deux premiers de chaque groupe se disputant la finale A, les deux suivants la finale B, etc. jusqu'à 5 poules finales. Les poules finales sont ramenées à 12 (au lieu des 14 à Lugano)
Les équipes qui se sont rencontrées au tour préliminatoire conservent le résultat acquis si elles se retrouvent dans la même poule finale

### Résultats
| Classement final |                  |      |
| 1er              | Union soviétique | 27,5 |
| 2e               | Hongrie          | 26,5 |
| 3e               | Yougoslavie      | 26   |
| 4e               | États-Unis       | 24,5 |
| 5e               | Tchécoslovaquie  | 23,5 |

### Participants individuels
- Pour l'URSS : Spassky, Petrossian, Kortchnoï, Polougaïevski, Smyslov, Geller.
- Pour la Hongrie : Portisch, Lengyel, Bilek, Forintos, Csom, Ribli.
- Pour la Yougoslavie : Gligorić, Ivkov, Matulovic, Matanović, Parma, Minić.

Pour la première (et seule) fois, les États-Unis réunissent dans la même équipe leurs deux prodiges Fischer et Reshevsky, mais ne peuvent améliorer leur place de Lugano. L'un des clous de cette olympiade est la partie Spassky - Fischer, prélude au futur championnat du monde, et qui voit la victoire du premier avec les blancs.